# 劉曰梧
劉曰梧（1554年—1635年），字陽生，號斗陽，江西南昌府南昌縣梓溪人，民籍，明朝政治人物。

## 生平
萬曆十三年（1585年）乙酉科江西鄉試九名，萬曆十四年（1586年）丙戌科會試六十六名，登三甲第一百三十六名進士。工部观政，二十年十月选授浙江道御史，二十五年六月復除原职，二十八年巡按南直隶，三十一年九月巡按南京畿道，時雜税正繁，自金陵至皖城，立税廠七，曰梧檄爲一，且著爲令。後鎮守金陵太監興大狱，曰梧捕其黨，将窮治之，狱乃解。已而引歸，三十六年十一月即家起南京太常寺少卿，祀太祖陵寝。会時議格孝康皇帝謚，曰梧上《瞻顧陵寝》一疏，得允廟謚乃已。摄京兆尹，又摄國子監祭酒，所拔皆知名士。四十三年二月出为都察院右佥都御史、整饬蓟州等处边备兼巡抚顺天等府地方，蓟爲三辅要害，除夙弊，宽文網，拔孫顯祖于行間，以二十骑战走骆驼兵數千，邊威遂振。妖人王森左道惑衆，聚衆數萬，曰梧计擒而毙之。四十六年十一月升左副都御史，照旧巡抚，仍荫一子入监读书。四十七年十一月以病累疏乞休。
天启元年（1621年）五月起復顺天巡抚，聞開原、铁岭相继陷，括家貲萬金助軍饷。三年正月升兵部添设右侍郎，三月补本部右侍郎，十月抵京，被吏科给事中蒲秉权弹劾升任逾年趣装无日，次月遂引疾歸里。五年正月再起为兵部左侍郎，以老病辞职，准在籍调理，年八十二卒，赠兵部尚书。

## 家族
曾祖劉伯祥；祖父劉廷敏；父劉仕漸，曾任儒官。前母姚氏；母徐氏。永感下。兄劉曰材（陕西左布政使）、曰桓、曰栻、曰柟、劉曰桂（刑部主事）、曰椲、曰楹。弟曰梣。